# Marco Galiazzo
Marco Galiazzo (* 7. května 1983, Padova) je italský reprezentant v terčové lukostřelbě. Je členem klubu Centro Sportivo Aeronautica Militare. Na LOH 2004 se stal historicky prvním italským olympijským vítězem v lukostřelbě, když ve finále porazil favorizovaného Japonce Hirošiho Jamamota 111:109. S italským družstvem skončil na sedmém místě. Na hrách 2008 získal stříbrnou medaili v soutěži družstev (dalšími členy týmu byli Mauro Nespoli a Ilario Di Buò), v soutěži jednotlivců po dvanáctém místě v kvalifikaci vypadl ve druhém kole. Na olympiádě 2012 vyhrál v soutěži družstev (spolu s ním získali prvenství Mauro Nespoli a Michele Frangilli) a v soutěži jednotlivců vypadl v prvním kole. Je také vítězem celkového hodnocení Světového poháru 2009 a mistrem světa v halové lukostřelbě z Las Vegas z roku 2012. V roce 2004 obdržel Řád zásluh o Italskou republiku v hodnosti komtura.